# Gallerucida limbatella
Gallerucida limbatella là một loài bọ cánh cứng trong họ Chrysomelidae. Loài này được Chen in Chen miêu tả khoa học năm 1992.